# Tăriceanca-Veche, Cetatea Albă
Tăriceanca-Veche (în ucraineană Стара Царичанка, transliterat: Stara Țarîceanka) este un sat în comuna Cazaci din raionul Cetatea Albă, regiunea Odesa, Ucraina.

## Demografie
Componența lingvistică a comunei Tăriceanca-Veche
     Ucraineană (96,5%)
     Rusă (1,8%)
     Română (1,04%)
     Alte limbi (0,6%)
Conform recensământului din 2001, majoritatea populației comunei Tăriceanca-Veche era vorbitoare de ucraineană (96,5%), existând în minoritate și vorbitori de rusă (1,8%) și română (1,04%).